# Pike County, Alabama
Pike County är ett administrativt område i delstaten Alabama, USA, med 32 899 invånare. Den administrativa huvudorten (county seat) är Troy.  

## Geografi
Enligt United States Census Bureau så har countyt en total area på 1 740 km². 1 737 km² av den arean är land och 3 km² är vatten.

### Angränsande countyn
- Bullock County - nordöst
- Barbour County - öst
- Dale County - sydöst
- Coffee County - syd
- Crenshaw County - väst
- Montgomery County - nordväst